# Atelopus lozanoi
Espèce
Statut de conservation UICN

CRD : 
En danger critique
Atelopus lozanoi est une espèce d'amphibiens de la famille des Bufonidae.

## Répartition
Cette espèce est endémique du département de Cundinamarca en Colombie. Elle se rencontre entre 3 000 et 3 300 m d'altitude sur le páramo de Palacio dans la cordillère Orientale.

## Étymologie
Cette espèce est nommée en l'honneur de Gustavo Lozano Contreras.

## Publication originale
- Osorno-Muñoz, Ardila-Robayo & Ruiz-Carranza, 2001 : Tres nuevas especie de Atelopus A. M. C. Dumeril & Bibron, 1841 (Aphibia: Bufonidae) de las partes altas de la Cordillera Oriental Colombiana. Caldasia, vol. 23, no 2, p. 509-522 (texte intégral).